# Mallosia heydeni
Mallosia heydeni är en skalbaggsart som först beskrevs av Ludwig Ganglbauer 1888.  Mallosia heydeni ingår i släktet Mallosia och familjen långhorningar. Inga underarter finns listade i Catalogue of Life.